# Bola
Bola (o Bolae) fu una città del Latium vetus, citata nel libro VI dell'Eneide di Virgilio, v. 766, assieme alle colonie di Suessa Pometia, Castrum Inui e Cora.

## Origine
Secondo la tradizione Bola sarebbe sorta come colonia di Alba Longa e come tale la ricorda Diodoro Siculo. E sebbene Dionigi di Alicarnasso non l'abbia inserita nell'elenco delle città che avevano aderito alla Lega Latina, non ci sono dubbi sul fatto che Bola fosse una città dei Latini. Anche Plinio il Vecchio, inserisce i Bolani fra le popolazioni albane che tuttavia alla sua epoca (I secolo d.C.) erano scomparse .
Dionigi d'Alicarnasso la cita come una delle città prese dai Volsci condotti da Coriolano (altre sono Tolerium Labicum); saccheggiate le case, fatti schiavi gli uomini, i Volsci diedero fuoco a Bola.
Sebbene Livio non la citi in riferimento a questo episodio, la ricorda come città degli Equi, avversaria di Roma nelle guerre contro gli Equi e i Volsci, il che potrebbe significare che la Bola fosse caduta sotto il controllo degli Equi.
Nel 418 a.C. i Romani rasero al suolo l'antica Labicum, che si era ribellata, e ne distribuirono il territorio a 1500 veterani. Bola avrebbe subito la stessa sorte tre anni dopo, quando venne conquistata dai romani comandati dal tribuno consolare Marco Postumio Regillense, se costui non avesse suscitato un ammutinamento con il suo comportamento arrogante. Bola venne tuttavia conquistata da Furio Camillo, reduce dalla vittoria contro i Volsci nei pressi di Maecium, nel 389 a.C..
Diodoro Siculo ne parla come se poi fosse stata occupata dai Latini e assediata dagli Equi. Questa è l'ultima menzione nota della città; probabilmente fu distrutta durante queste guerre e non se ne trovano ulteriori tracce, se non in Plinio il Vecchio che la cita tra le città scomparse.
Decaduta alla fine dell'età repubblicana, scomparve senza lasciare tracce di sé, tanto è vero che perfino la sua ubicazione esatta non è più nota.

## Ubicazione
Bola doveva essere ubicata nella Valle del Sacco in prossimità dell'antica Labicum, corrispondente probabilmente all'odierna Monte Compatri, e di Palestrina. I più la identificano con l'odierna Labico.
Livio racconta che il suo ager confinava con quello di Labicum e di Pedum, quindi è molto probabile, come suggeriscono Francesco de' Ficoroni e Antonio Nibby, che Bola occupasse il sito di Lugnano, l'odierna Labico, allora un villaggio posto 7 chilometri a sud di Palestrina (Praeneste), ed a 12 chilometri a sud-est di Colonna. Questa posizione, come quella di altri centri abitati della zona, risulta naturalmente fortificata dalla presenza di numerosi burroni che la circondano; ed anche il fatto che si trovi tra le montagne degli Equi e le cime del monte Algido, l'avrebbe resa militarmente importante sia per gli Equi che per i Latini.